# Казалатико
Казалатико (итал. Casalattico) је насеље у Италији у округу Фрозиноне, региону Лацио.
Према процени из 2011. у насељу је живело 106 становника. Насеље се налази на надморској висини од 404 м.

## Становништво
| 1936. | 1951. | 1961. | 1971. | 1981. | 1991. | 2001. | 2011. |
| ----- | ----- | ----- | ----- | ----- | ----- | ----- | ----- |
| 1.130 | 1.124 | 660   | 513   | 755   | 720   | 675   | 641   |